# ترپزا
ترپزا (به صربی: Trpeza) یک منطقهٔ مسکونی در صربستان است که در کورشوملیا واقع شده‌است. ترپزا ۵۳ نفر جمعیت دارد.